# LogMeIn Hamachi
LogMeIn Hamachi – zaprojektowany przez Alexa Pankratova program emulujący sieć LAN oraz umożliwiający usługi VPN.

## Historia
Pierwsza wersja programu Hamachi została napisana przez Alexa Pankratova w 2004 roku. W grudniu 2005 korzystało z niego około 750 tys. użytkowników, a po kilku miesiącach już 3 miliony użytkowników.
8 sierpnia 2006 roku program Hamachi został wykupiony przez firmę LogMeIn; Pankratov współpracował z firmą do 2009 roku, gdy zrobił specjalny projekt dla zaawansowanych użytkowników.
Od 19 listopada 2012 roku Hamachi jest dostępne dopiero po zalogowaniu się.

## Sposób działania[7][8]
Po uruchomieniu Hamachi komputer będzie wykrywać, że ma dwie zainstalowane karty sieciowe. Program przypisuje komputerowi unikalny adres IP w postaci 5.xxx.xxx.xxx (litera x reprezentuje formę adresu IP przypisanego przez serwer Hamachi). Po połączeniu się można połączyć się z istniejącą siecią lub utworzyć własną; na dolnym pasku programu jest opcja utworzenia lub dołączenia sieci.
Użytkownik, który chce dołączyć do sieci, musi znać jej nazwę i hasło, a jej właściciel może przyjąć lub odrzucić prośbę od dołączenie, bądź zablokować użytkownika.

### Ikony statusu użytkownika[12]
Ikona statusu wyświetla się przy nazwie użytkownika.
- Szare kółko: Użytkownik jest odłączony
- Migające zielone kółko: Użytkownik próbuje się podłączyć
- Zielone kółko: Użytkownik jest podłączony
- Niebieskie kółko: Aplikacja nie była w stanie nawiązać bezpośredniego połączenia, więc nawiązała je przez swoje serwery
- Niebieska strzałka w dół: Ta sama sytuacja z niebieskim kółkiem, jednak tu połączenie jest znacznie wolniejsze
- Pomarańczowe/żółte kółko: Aplikacja nie była w stanie nawiązać połączenia z użytkownikiem
- Czerwone kółko: Komunikacja od użytkownika jest zablokowana

Najlepsza dla użytkownika ikona to zielone kółko, jednak niebieski również nie jest przeszkodą podczas korzystania z programu. Jeżeli użytkownik ma pomarańczowe/żółte kółko, musi w ustawieniach zarządzić zaporą sieciową lub inne oprogramowanie, które może zablokować komunikację z Hamachi ze względów bezpieczeństwa.

### Udostępnianie plików[12]
Żeby móc udostępnić pliki, należy odznaczyć opcję Blokuj podatne usługi Microsoft Windows w zakładce Zabezpieczenia, znajdująca się ustawieniach Hamachi. Następnie należy kliknąć prawym przyciskiem myszy na użytkownika oraz wybrać opcję Przeglądaj, która powinna umożliwić dostęp do udostępniania plików użytkownikom.

## Różnice pomiędzy wersją darmową a płatną
W wersji darmowej z sieci utworzonej przez Hamachi korzystać może maksymalnie 5 (od 22 marca 2012), a pierwotnie 16 osób jednocześnie, wliczając założyciela, a liczba sieci możliwych do utworzenia wynosi 64. Wersja odpłatna pozwala na podłączenie się do 256 użytkowników oraz stworzenie nieskończonej liczby sieci. Poszczególnych sieci nie można połączyć w większą sieć. Serwer Hamachi przydziela komputerom w sieci adresy z puli IP 25.x.y.z, gdzie x,y są przypadkowymi liczbami, co powoduje brak możliwości uzyskania adresów, które tworzyłyby podsieć, a w konsekwencji uniemożliwia łączenie sieci.

## Zmiana zasad licencjonowania
Hamachi w wersjach przed 1.0.3.1 (wydana 18 sierpnia 2008) było darmowe z ograniczonymi możliwościami, dotyczyło to również użycia przez małe przedsiębiorstwa (ang. small business). Od wersji 1.0.3.1 Hamachi jest programem płatnym do celów komercyjnych.